# 照国町
照国町（てるくにちょう）は、鹿児島県鹿児島市の町。郵便番号は892-0841。人口は2,074人、世帯数は1,157世帯（2020年10月1日現在）。照国町の全域で住居表示を実施している。
町域内には第11代薩摩藩主である島津斉彬を祀る照国神社が鎮座しており、1965年（昭和40年）に山下町及び平之町の各一部より照国神社の名称に由来して「照国町」として設置された。
本項では町域内にある国道3号・国道10号・国道225号・国道226号の交差点である「照国神社前交差点」（てるくにじんじゃまえこうさてん）についても記述する。

## 地理
鹿児島市の中央部、甲突川の下流域に位置しており、町域の北方には新照院町、北方から東方にかけては城山町、南方には西千石町、東千石町、西方には平之町がそれぞれ接している。
町域内は主に住宅地となっているが、国道3号及び千石馬場通りの沿線は事務所や店舗が多く所在している。
町域の北方は城山などの山に囲まれており、南側には天文館などの歓楽街が位置している。また、東部には照国神社、西部にはカトリック鹿児島司教区の司教座聖堂であるザビエル教会が所在している。
また同町内にある、照国神社前交差点は北九州市門司区の老松公園前交差点を起点とし、九州のほぼ中央部通る国道3号および九州を東回りする国道10号の終点となっている他、枕崎方面へ接続する国道225号（国道226号も重複）の終点にもなっている。

### 町名の由来
照国町という町名は町域内に所在する照国神社に由来している。照国神社の神社名は第11代薩摩藩主島津斉彬の神号である「照国大明神」に由来しており、文久3年（1863年）5月11日、孝明天皇の勅命により島津斉彬に対して神号授与されたものである。元治元年（1864年）には照国大明神を祀る神社として照国神社が現在の照国町の区域に創建された。

## 歴史

### 照国町の設置以降
1962年（昭和37年）に住居表示に関する法律が施行されたのに伴い、鹿児島市は鹿児島市街地域の住居表示に着手した。1965年（昭和40年）7月20日には中央地区で住居表示実施に伴い町の再編が行われ、平之町と山下町の各一部より分割され「照国町」として成立した。また照国町の全域で住居表示が実施された。

### 町域の変遷
| 分割・統合前   | 分割・統合年月日   | 分割・統合後   |
| -------------- | ------------------ | -------------- |
| 平之町（一部） | 1965年（昭和40年） | 照国町（新設） |
| 山下町（一部） | 1965年（昭和40年） | 照国町（新設） |

## 人口
以下の表は国勢調査による小地域集計が開始された1995年以降の人口の推移である。
| 年                 | 人口  |
| ------------------ | ----- |
| 1995年（平成7年）  | 1,564 |
| 2000年（平成12年） | 1,485 |
| 2005年（平成17年） | 1,400 |
| 2010年（平成22年） | 1,493 |
| 2015年（平成27年） | 1,885 |
| 2020年（令和2年）  | 2,074 |

## 施設

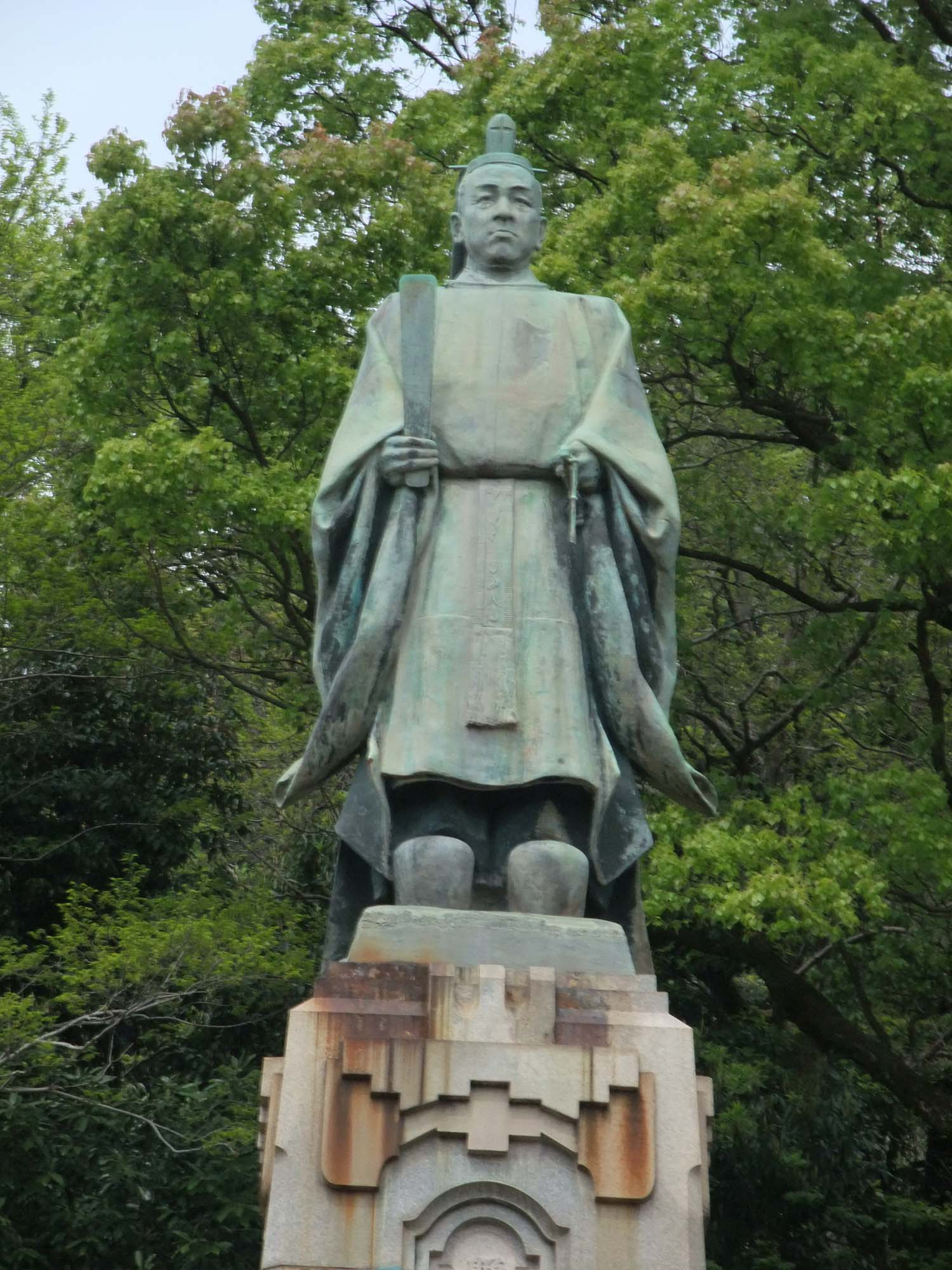
照国神社の島津斉彬像

### 宗教
- 照国神社
- ザビエル教会
- 鹿児島県神社庁（全国の神社を包括する神社本庁の地方組織）
- カトリック鹿児島司教区本部

### その他
- 鹿児島県歯科医師会

### 石碑
- 島津斉彬公之碑[12]
- 島津久光公之碑[12]
- 島津忠義公之碑[12]

## 小・中学校の学区
市立小・中学校に通う場合、学区（校区）は以下の通りとなる。
| 町丁   | 番   | 小学校               | 中学校               |
| ------ | ---- | -------------------- | -------------------- |
| 照国町 | 全域 | 鹿児島市立山下小学校 | 鹿児島市立甲東中学校 |

## 交通

### 道路
一般国道
- 国道3号
- 国道10号
- 国道225号（国道226号も重複）

主要地方道
- 鹿児島県道24号鹿児島東市来線

## 出身人物
- 深見有安（武士、剣術家）
- 梅田治教（武士、槍術師範）

## 照国神社前交差点

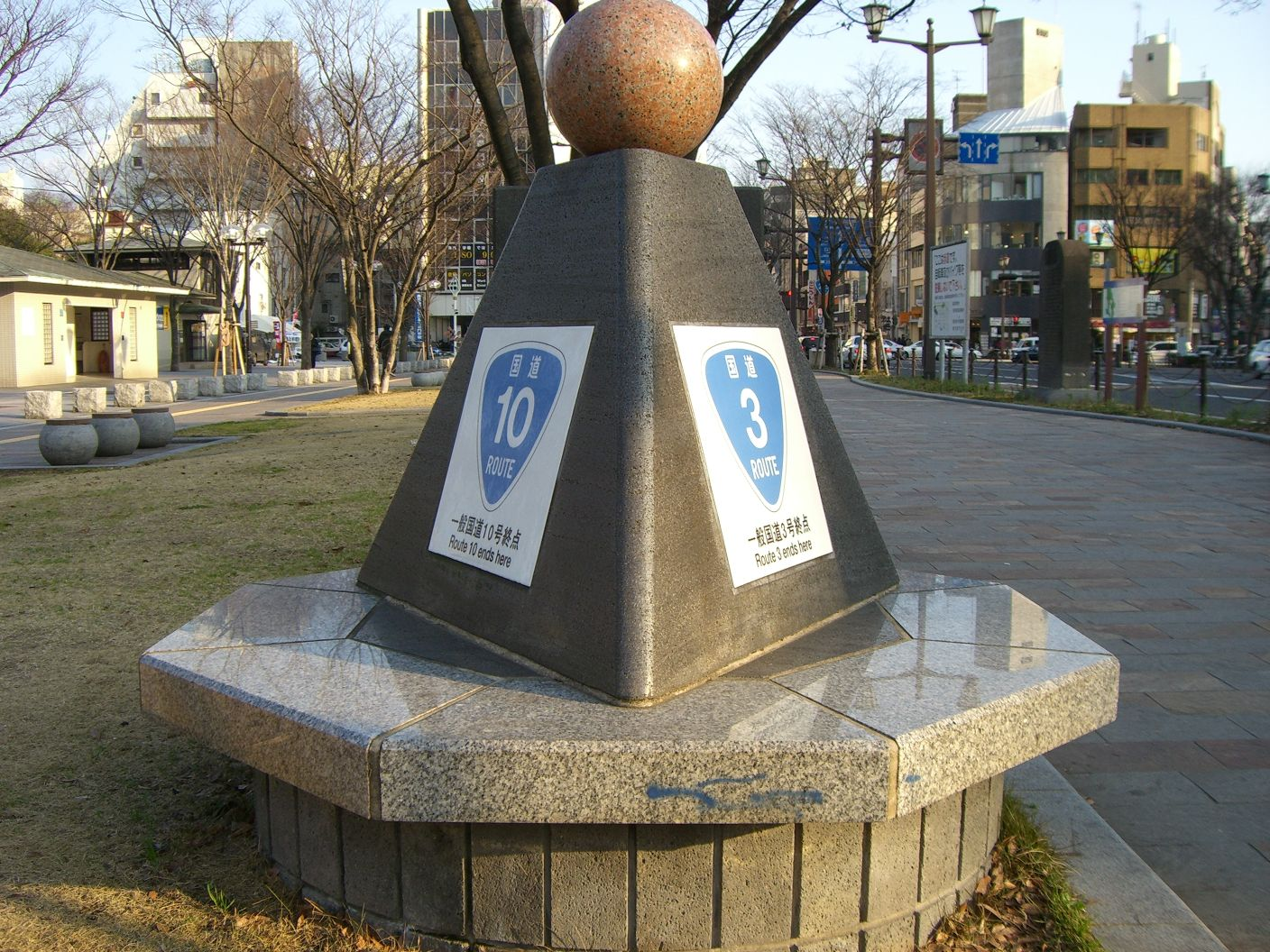
照国神社前交差点にある終点標柱

照国神社前交差点（てるくにじんじゃまえこうさてん）は、鹿児島県鹿児島市照国町にある交差点である。
国道3号と国道10号と国道225号および、これに重複する国道226号の終点であり、三角錐型のモニュメントが建てられている。

### 沿革
- 1876年（明治9年）6月8日 - 道路ノ等級ヲ廢シ國道縣道里道ヲ定ムにより、大分街道・鹿児島街道は統合されて、鹿児島と大分県を結ぶ県道一等となった。
- 1885年 - 内務省告示第6号「国道表」により「東京ヨリ鹿兒島縣ニ達スル路線」として認定される。
- 1920年 - 国道2号「東京市より鹿児島県庁所在地に達する路線（甲）」として認定される。
- 1952年 - 一級国道3号として認定される。
- 1953年5月18日 二級国道225号枕崎鹿児島線（鹿児島県枕崎市 - 鹿児島県鹿児島市）として認定。

### 終点となる路線
- 国道3号（ - 熊本市 - 起点・北九州市まで）[9]
- 国道10号（ - 宮崎市 - 大分市 - 起点・北九州市まで）[9]
- 国道225号（ - 起点・枕崎市まで）[9]
- 国道226号（国道225号と重複。 - 起点・南さつま市まで）